# Saidi Maulidi Kalukula
Saidi Maulidi Kalukula (ur. 3 września 1980 w Namageni) – tanzański piłkarz występujący na pozycji pomocnika.

## Kariera klubowa
Kalukula karierę rozpoczynał w 1999 roku w zespole Simba SC. W 2000 roku zdobył z nim Puchar Tanzanii. W 2001 roku odszedł do klubu Young Africans SC. Przez 7 lat zdobył z nim 4 mistrzostwa Tanzanii (2003, 2005, 2006, 2008).
W 2008 roku Kalukula przeszedł do angolskiego Onze Bravos, w którym grał do 2012. W latach 2013–2019 był zawodnikiem Ashanti United FC, w którym zakończył karierę.

## Kariera reprezentacyjna
W reprezentacji Tanzanii Kalukula zadebiutował 25 października 2000 roku w przegranym 0:3 towarzyskim meczu z Kenią. Od 2000 do 2011 rozegrał w kadrze narodowej 26 meczów.